# كاري بيرودو
كاري بيرودو (بالإنجليزية: Carrie Perrodo)‏ (من مواليد 1950/51) هي مليارديرة فرنسية مولودة بسنغافورة وسيدة أعمال وعارضة أزياء سابقة، وصاحبة مجموعة بيرنكو للنفط التي شاركت في تأسيسها مع زوجها هوبرت.

## حياتها المُبكرة
كا يي «كاري» وونغ هي عارضة أزياء وُلدت في سنغافورة، حيث قامت بتأسيس وكالة عرض أزياء هناك وأطلقت ليها اسم وكالة كاري. باعت كاري تلك الوكالة منذ سنوات عديدة، لكنها لا تزال نشطة في سنغافورة. مازال المبلغ الذي بيعت من أجله الوكالة غير معروف، إذ أن الأسرة حريصة للغاية في عدم الكشف عن أي شيء.

## حياتها المهنية
وفقًا لمجلة الملياردير العالمية التي تصدرها مجلة فوربس، فقد قدرت قيمة ثروة كاري الصافية بـ 8.8 مليار دولار أمريكي في شهر مارس 2015، مما جعلها في المرتبة 149 بين أغنى الأشخاص على مستوى العالم والعاشرة في فرنسا.

## حياتها الشخصية
تزوجت كاري من هوبيرت بيرودو (من مواليد عام 1944- والمُتوفى عام 2006)، رجل الأعمال الفرنسي والمؤسس والمالك الوحيد لمجموعة نفط بيرنكو. أصبحت مجموعة بيرنكو للنفط واحدة من أكبر شركات النفط في العالم، مع القيام بعمليات استخراج للنفط في بيرو وفيتنام والجابون.
أنجب الزوجان ثلاثة أطفال، فرانسوا هوبير ماري بيرودو (وُلد في 14 فبراير 1977)، رئيس مجموعة نفط بيرنكو الحالي، وناتالي بيرودو (من مواليد 1980) وبرتراند نيكولا هوبيرت بيرودو (من مواليد 1984).
تعيش كاري في لندن بإنجلترا.